# 刘刚 (演员)
刘刚（英語：Liu Kang，1949年—），是一位香港电影演員。

## 生平
出生于1949年，是马来西亚人，之后来到香港，并成为邵氏兄弟公司旗下的一个演员，所饰演的角色大部分都是张彻导演的作品下的角色  ，饰演的角色种类很多，正反派都有，不过多为动作类，配角类角色。其在《年轻人》中饰演了一个重要的角色，饰演的角色是音乐社的成员。
最初出演的角色是张彻执导的电影《独臂刀》。 后在拍摄完《荡寇志》后离开邵氏公司，之后息影。

## 外部連結
- 刘刚在互联网电影资料库（IMDb）上的資料（英文）
- 刘刚在香港影庫上的簡介